# Kóhei Učimura
Kóhei Učimura (内村 航平, * 3. ledna 1989 Kitakjúšú) je bývalý japonský gymnasta, olympijský vítěz ve víceboji a šestinásobný absolutní mistr světa.

## Kariéra
Gymnastiku, které se věnovali i oba jeho rodiče, začal trénovat ve třech letech. Jako první ho trénovali právě jeho rodiče, později se přesunul za kvalitnější přípravou do klubu Japonské sportovní univerzity, kde ho trénoval Jošiaki Hatakeda a kde se připravoval i jeho velký vzor Naoja Cukahara. Do seniorské reprezentace se dostal v roce 2007 a o rok později se stal oporou olympijského týmu na olympijských hrách v Pekingu. Družstvo skončilo za vítěznými Číňany druhé a další stříbro si Učimura připsal ve víceboji jednotlivců, kde skončil druhý pouze za suverénním domácím Jang Wejem. Přitom dvakrát spadl z koně našíř. Ten poté ukončil kariéru a tím v roce 2009 začala série Učimurových velkých vítězství.

### Suverén olympijského cyklu 2009 až 2012
V průběhu celého jednoho olympijského cyklu nebyl na vrcholných soutěžích ve víceboji ani jednou poražen a stal se třikrát mistrem světa a olympijským vítězem na olympijských hrách v roce 2012 v Londýně. Po zisku prvního titulu v roce 2009 ale něco takového sám odmítl jako nepravděpodobné. Jeho vítězství navíc byla pokaždé suverénní, na MS 2009 jako dvacetiletý vyhrál před Danielem Keatingsem z Velké Británie i s jednou drobnou chybou o 2,575 b., následující šampionát před Philippem Boyem z Německa o 2,251 b. a v roce 2011 se stal mistrem světa s náskokem 3,101 b. Je prvním gymnastou historie, který vyhrál tři tituly mistra světa v šestiboji. V minulosti se nicméně nekonaly šampionáty tak často, do roku 1978 jen jednou za čtyři roky a do roku 1993 jednou za dva roky.
Na olympijských hrách v Londýně ale prošel kvalifikací s několika zaváháními a postupoval až z devátého místa, což dokonce znamenalo, že se nevešel do nejsilnější skupiny gymnastů. Ve finále družstev měl potíže při seskoku z koně našíř. Původně mu rozhodčí závěr sestavy kvůli pádu neuznali a Japonsko bylo ve výsledcích až čtvrté. Japonci ale podali protest a požadovali, aby byl Učimura potrestán pouze srážkou za pád, nikoli za absenci závěru, jelikož sestavu ukončil navzdory hrubé chybě vstoje. Protest byl uznán a Japonsko se posunulo na druhé místo.
Tyto potíže ale nijak nepoznamenaly jeho výkon ve finále víceboje. Tam opět s převahou zvítězil před Marcelem Nguyenem z Německa a Američanem Danellem Leyvou. Po pěti suverénních sestavách mírně zaváhal v posledním cvičení v prostných, ale bez problémů udržel velký náskok 1,6 bodu. V bloku finále na nářadích pak ještě přidal právě v prostných stříbro.

### Po olympijských hrách v Londýně
I v dalším olympijském cyklu Učimurova suverenita pokračovala. Na Mistrovství světa 2013 v Antverpách znovu získal titul skoro dva body před nejbližším soupeřem. Připsal si i další tři medaile v individuálních finále a celkem se čtyřmi cennými kovy zažil nejúspěšnější šampionát v kariéře.
V čínském Nan-ningu na MS 2014 získal už pátý světový titul ve víceboji, když ve finále o 1,5 bodu porazil Brita Maxe Whitlocka. Znovu potvrdil vysoký standard na všech nářadích, vedle dvou nejvyšších známek nebyl na žádném z nich horší než devátý. Na čtvrtém mistrovství světa v řadě získal ve finále víceboje znovu všech šest známek vyšších 15 bodů.
Zvítězil také ve víceboji na mistrovství světa v Glasgow v roce 2015, kde navíc díky titulům ze soutěží družstev a na hrazdě zaokrouhlil počet svých zlatých medailí z mistrovství světa na deset.

## Ocenění a uznání

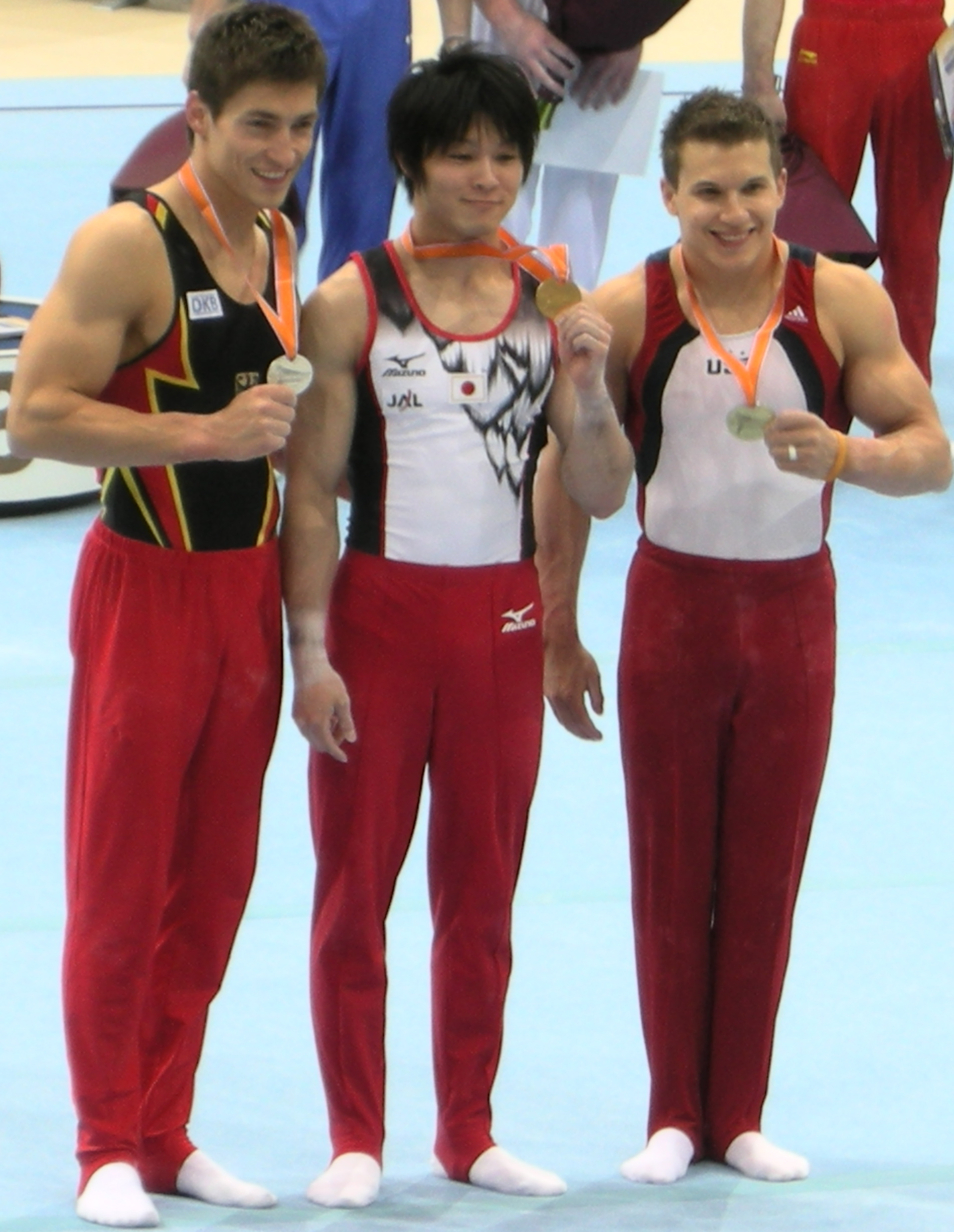
Učimura uprostřed mezi Philippem Boyem a Jonathanem Hortonem na MS 2010

Učimura je velmi vysoce hodnocen i svými soupeři a jejich trenéry. Fabian Hambüchen už v roce 2010 označil Učimuru za nástupce Jang Weje. Philipp Boy, kterého Učimura porazil ve finále mistrovství světa 2011, o něm řekl, že je mimořádný gymnasta, na kterého nikdo nemá. O rok později, když Učimura vyhrál olympijské zlato, shrnul jeho kvality německý trenér Andreas Hirsch slovy: „Je v jiném světě“.
Učimura bývá označován za jednoho z nejlepších gymnastů historie, zpravidla je přitom srovnáván s desetinásobným olympijským medailistou Vitalijem Ščerbem. Toho on sám označuje za nejlepšího gymnastu všech dob.